# Ткачук Наум Якович
Нау́м Я́кович Ткачу́к (1 грудня 1904, село Юрівка Радомисльського повіту, тепер Коростенського району Житомирської області — ?) — радянський партійний діяч, секретар Житомирського обласного комітету КП(б)У.

## Біографія
З жовтня 1927 року служив у Червоній армії.
Потім перебував на відповідальній радянській та партійній роботі. Член ВКП(б).
На 1938 рік — 1-й секретар Троянівського районного комітету КП(б)У Житомирської області.
У грудні 1939 — серпні 1941 року — 3-й секретар Житомирського обласного комітету КП(б)У.
З червня 1941 року — на політичній роботі в Червоній армії, учасник німецько-радянської війни. Потім був евакуйований до міста Уфи Башкирської АРСР, звідки в грудні 1941 року призваний до діючої армії. На 1943 рік — заступник із політичної частини командира 102-го гвардійського винищувального протитанкового артилерійського полку 11-ї винищувальної протитанкової артилерійської бригади Резерву головного командування. У лютому 1944 року демобілізований із Радянської армії.
У лютому 1944 — грудні 1944 року — 3-й секретар Житомирського обласного комітету КП(б)У.
З грудня 1944 року — 1-й секретар Тульчинського районного комітету КП(б)У Вінницької області.
Подальша доля невідома.

## Звання
- гвардії майор

## Нагороди
- орден Вітчизняної війни І ст. (16.10.1943)
- медалі